# Роже Болі
Роже Болі (фр. Roger Boli, нар. 26 вересня 1965, Абіджан) — французький футболіст івуарійського походження, що грав на позиції нападника. Виступав, зокрема, за клуби «Осер» та «Ланс».
Старший брат колишнього гравця збірної Франції Базіля Болі, батько футболіста Кевіна Болі.

## Ігрова кар'єра
У дорослому футболі дебютував 1984 року виступами за команду клубу «Осер», в якій провів чотири сезони, взявши участь у 55 матчах чемпіонату. 
Протягом 1988—1989 років захищав кольори команди клубу «Лілль».
Своєю грою за останню команду привернув увагу представників тренерського штабу клубу «Ланс», до складу якого приєднався 1989 року. Відіграв за команду з Ланса наступні сім сезонів своєї ігрової кар'єри. Більшість часу, проведеного у складі «Ланса», був основним гравцем атакувальної ланки команди. У сезоні 1993/94 з 20 забитими голами став найкращим бомбардиром чемпіонату Франції (розділив з Ніколя Уедеком і Юрієм Джоркаєффом).
Згодом з 1996 по 1998 рік грав у складі «Гавра», англійського «Волсолла» та шотландського «Данді Юнайтед».
Завершив професійну ігрову кар'єру в Англії, у клубі «Борнмут», за команду якого виступав протягом 1998—1999 років.

## Титули і досягнення
- Найкращий бомбардир Чемпіонату Франції (1): 1993-94